# Větrná farma na King Islandu
Větrná farma na King Islandu (resp. Větrná farma na Huxley Hill; angl. Huxley Hill Wind Farm či King Island Wind Farm) je větrná farma na King Islandu u Tasmánie, vlastněná společností Hydro Tasmania. 
Spuštěna byla v roce 1998, později byla rozšířena, její současná kapacita činí 2,5 MW. Od roku 2003 experimentuje s vanadovou průtokovou baterií sloužící k uchovávání nadbytečně energie vyrobené farmou pro dobu bezvětří.